# Haplaxius cotinga
Haplaxius cotinga — вид шиєхоботних комах родини Cixiidae. Описаний у 2022 році.

## Назва
Видова назва cotinga відноситься до біологічної станції La Cotinga, де були зібрані зразки.

## Поширення
Ендемік Коста-Рики. Виявлений на півострові Оса в провінції Пунтаренас на південному заході країни.